# Rasbora paviana
Cá lòng tong đá (Danh pháp khoa học: Rasbora paviana) là một loài cá trong chi cá lòng tong (Rasbora) thuộc họ cá chép phân bố ở lục địa châu Á Cá được phân bố nhiều trên lưu vực sông Mekong, sống chủ yếu ở tầng mặt, nơi vùng nước tĩnh có nhiều thủy sinh vật sinh sống.

## Đặc điểm
Cá có kích thước nhỏ, Mẫu cá thu được có chiều dài từ 6,7 – 8 cm và trọng lượng từ 2,7 - 3,3g. Đầu hình nón, nhọn, nhỏ, miệng trên, co duỗi được. Thân dài, dẹp bên. Vi đuôi chia làm hai thùy bằng nhau, rãnh chẻ tương đương ½ chiều dài của vi. Phân nửa trên của thân và đầu cá màu nâu và nhạt dần xuống bụng, bụng có màu trắng. Dọc theo trực giữa thân có 1 sọc đen kéo dài từ sau nắp mang điến điểm gốc vi đuôi. Vi lưng màu xám nhạt. Vi ngực, vi bụng, vi hậu môn, vi đuôi màu vàng, rìa vi đuôi có màu đen.
Nhìn chung, cá lòng tong đá lớn con, màu vàng sáng, thịt ngon. Thức ăn của cá bao gồm các loại động thực vật phiêu sinh và ấu trùng côn trùng. Cá Lòng tong đá chịu được mức ô nhiễm khá cao, đặc thù của loài này là ăn thức ăn rơi vãi và do vậy, chúng có thể dọn sạch các chất hữu cơ trong nước thải sinh hoạt. Ở Việt Nam có chương trình thả hơn 250 con cá Lòng tong đá gây nuôi thả về rạch Cầu Đen phụ lưu sông Sài Gòn. 

## Trong ẩm thực
Cá có kích thước nhỏ và sản lượng thấp nên thường được sử dụng làm thức ăn tươi sống cho cá nuôi, tiêu thụ trong gia đình. Người dân đồng bằng sông Cửu Long còn dùng cá lòng tong đá là loại lòng tong to con để chiên hoặc nướng. Có thể dùng cá lòng tong đá kho keo với mỡ hành cùng ít tép vừa kéo lưới hoặc mua ở chợ quê. Cá lòng tong để vào rổ thưa, chà nhẹ sạch vảy, bỏ ruột, để ráo. Sau đó ướp cá với ít nước màu, gia vị để có món ngon.